# Planzolles
 Planzolles ist eine französische Gemeinde mit 162 Einwohnern (Stand 1. Januar 2022) im Département Ardèche in der Region Auvergne-Rhône-Alpes; sie gehört zum Arrondissement Largentière und zum Kanton Les Cévennes Ardéchoises.

## Geografie
Planzolles liegt in einer Mittelgebirgsregion zwischen den Tälern der Beaume und des Chassezac. Die Nachbargemeinden von Planzolles sind Saint-André-Lachamp im Norden, Lablachère im Südosten und Faugères im Südwesten.

## Bevölkerungsentwicklung
| Jahr                       | 1962 | 1968 | 1975 | 1982 | 1990 | 1999 | 2009 | 2016 |
| Einwohner                  | 116  | 85   | 83   | 74   | 96   | 121  | 138  | 127  |
| Quellen: Cassini und INSEE |      |      |      |      |      |      |      |      |

## Sehenswürdigkeiten
- Schloss Château de Valoubière
- Kirche Saint-Pierre-aux-Liens
- Kriegerdenkmal[1]